# Шейне, Анн
Анн Шейне (фр. Anne Cheynet; 23 августа 1938, Сен-Дени, Реюньон, Франция — 23 мая 2025) — французская писательница и поэтесса острова Реюньон. Её произведение 1977 года Les Muselés считается значительным вкладом в литературу Реюньона, поскольку это первый роман, официально названный «Реюньонским».

## Биография
Шейне родилась в Сен-Дени, Реюньон, в 1938 году и провела своё детство в городском районе Сен-Франсуа. В 1956 году поехала учиться в Экс-ан-Прованс и осталась за границей до 1963 года.
Вернувшись на остров, работала учительницей в средней школе, прежде чем заняться политикой. Позже вернулась в класс в качестве воспитателя дошкольных учреждений.
В 1972 году опубликовала свою первую книгу — сборник стихов «Matanans et Langoutis»; за ним последовала её самая известная работа — роман «Les Muselés», который считается первым произведением, объявленным «романом Реюньона». Роман с активистской направленностью посвящён жизни бедняков Реюньона. Шейне, которая была из бедной белой семьи, опиралась на свой опыт дискриминации во время колониальной эпохи острова.
С тех пор Шейне опубликовала несколько других книг, в том числе сборник стихов Ter tout’ kouler и сборник рассказов Rivages maouls.
В период с 2001 по 2004 год Шейне выпустила три компакт-диска с устными рассказами.
Писала на французском и креольском языках.
Анн Шейне скончалась 23 мая 2025 года.

## Избранные работы
- Matanans et Langoutis (poetry), 1972
- Les Muselés (novel), L’Harmattan, 1977
- Ter tout' kouler : Poème pour la terre multicolore (poetry), vol. 1, Ravine des Sables, ADMV, 1992
- Rivages maouls : histoires d’Annabelle (autobiographical), vol. 1, Océan, 1994